# Parapótamos (ort i Grekland, Mellersta Makedonien)
Parapótamos (Parapotamos) är en ort i Grekland.   Den ligger i prefekturen Nomós Serrón och regionen Mellersta Makedonien, i den norra delen av landet, 400 km norr om huvudstaden Aten. Parapótamos ligger 82 meter över havet och antalet invånare är 133.
Terrängen runt Parapótamos är varierad. Parapótamos ligger nere i en dal. Runt Parapótamos är det glesbefolkat, med 15 invånare per kvadratkilometer. Närmaste större samhälle är Rodópoli, 2,6 km norr om Parapótamos. Omgivningarna runt Parapótamos är en mosaik av jordbruksmark och naturlig växtlighet.